# Meragisa basifera
Meragisa basifera är en fjärilsart som beskrevs av Rothschild 1917. Meragisa basifera ingår i släktet Meragisa och familjen tandspinnare. Inga underarter finns listade i Catalogue of Life.